# Mauritz de Haas

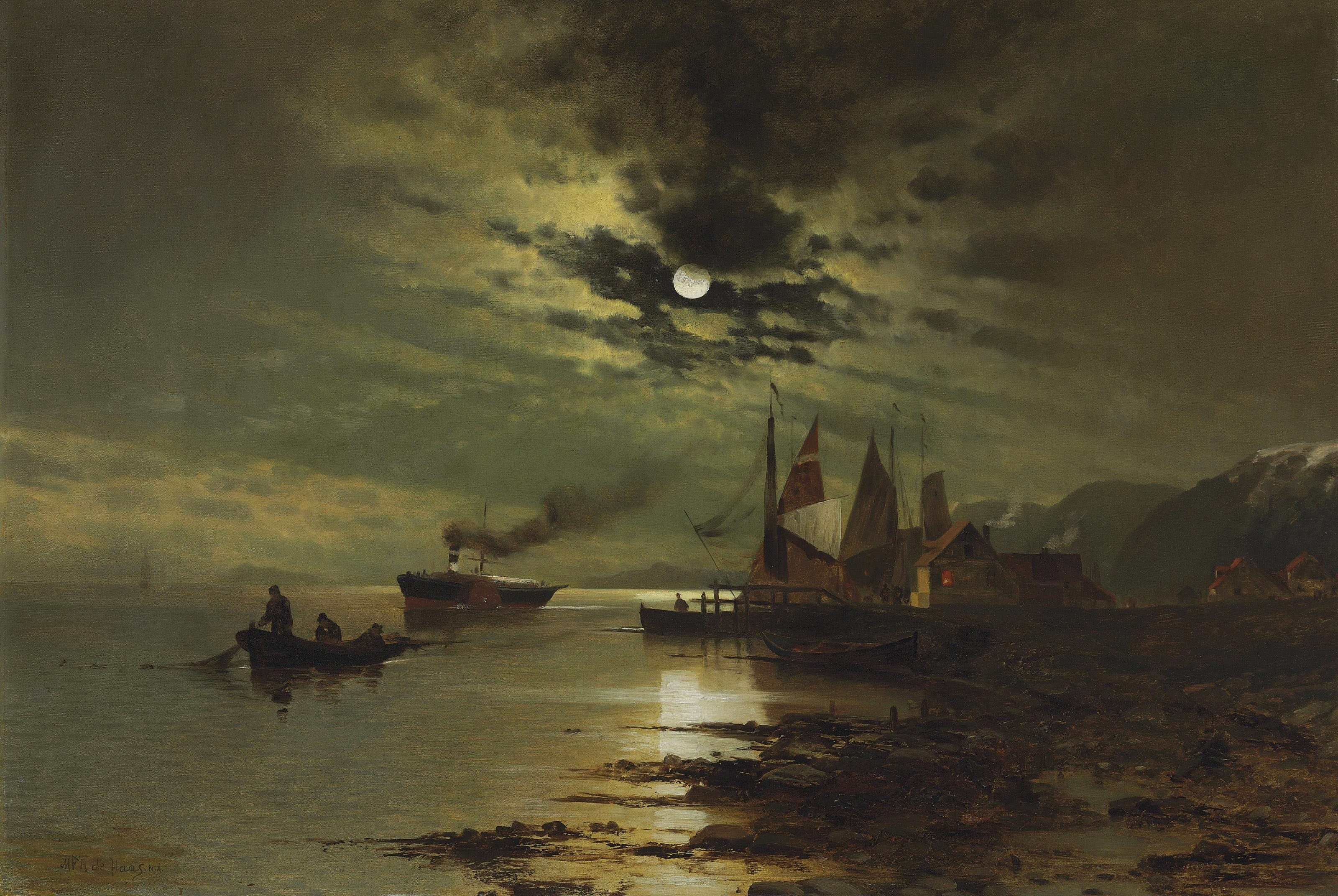
Rio Hudson sob o luar

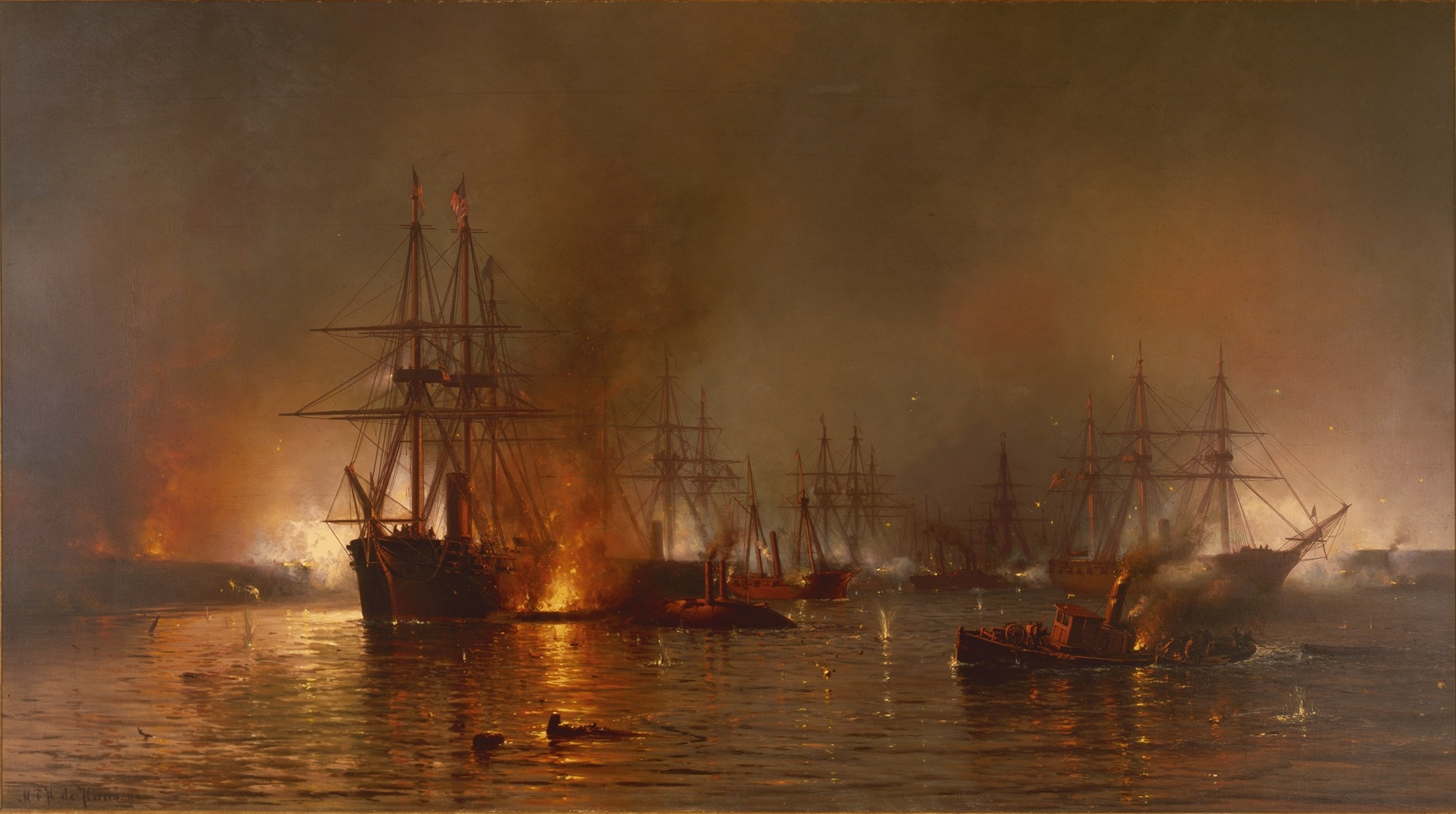
Frota de Farragut passando pelos Fortes abaixo de Nova Orleans

Maurits Frederik Hendrik de Haas (Roterdã, 12 de dezembro de 1832  –  Nova York, 23 de novembro de 1895) foi um pintor marinho holandês - americano. Seu nome foi escrito como Mauritz Frederik de Haas, Maurice FH de Haas, Maurice Frederic Henri de Haas, Mauritz Frederick Hendrick De Haas, "Maurice Frederick Hendrick de Haas", além de várias outras variações.

## Biografia
De Haas nasceu em Roterdã, na Holanda. Estudou arte na Academia de Roterdã e em Haia, sob Johannes Bosboom e Louis Meyer, e entre 1851 e 1852 em Londres, seguindo os aquarelistas ingleses da época. Em 1857, ele recebeu uma comissão de um artista na Marinha Holandesa, mas em 1859, sob o patrocínio de August Belmont, que havia sido recentemente ministro dos Estados Unidos em Haia, ele renunciou e se mudou para Nova York.
Tornou-se associado da Academia Nacional em 1863 e acadêmico em 1867, e exibiu anualmente na academia, e em 1866 ele foi um dos fundadores da Sociedade Americana de Pintores em Cores de Água. Ele morreu na cidade de Nova York. 
Suas obras Farragut Passing the Forts at the Battle of New Orleans e The Rapids above Niagara, que foram exibidos na Exposição de Paris de 1878, eram seus trabalhos mais conhecidos, mas não os mais típicos, pois seus temas favoritos eram tempestade e destroços, vento e, com menos frequência, luar nas costas da Holanda, Jersey, Nova Inglaterra, Long Island, Canal da Mancha e da ilha Grand Manan na Baía de Fundy. 
Seu irmão Willem Frederik de Haas (1830-1880) também foi um pintor marinho.

## Trabalho
- Rocky Coast (desconhecido)
- Pôr do sol fora das agulhas, 1870; Ateneu de St. Johnsbury, St. Johnsbury, Vermont [3]
- Tarde em Saco Bay, Costa do Maine, 1874 [4]
- Rio Hudson sob o luar, 1876
- Barcos de pesca na âncora, 1886